# 한국대학생포럼
한국대학생포럼(약칭 한대포)은 2009년 3월 13일에 설립된 신보수주의-신자유주의 대학생 단체이다. 대학가 진리/권리 수호와 시장경제와 자유민주주의 존중 및 수호를 제 1의 가치로 내걸고 있으며 "대학생의, 대학생에 의한, 대학생을 위한 대한민국의 학생 단체"를 표방하고 있다. 대체로 그 이념과 활동으로 인하여 우파단체로 평가하는 시각이 있다.

## 연혁
- 2009년 3월 한국대학생포럼 설립

## 역대 회장
| 기수 | 연도      | 이름   | 비고 |
| ---- | --------- | ------ | ---- |
| 1기  | 2009-2010 | 변종국 | 회장 |
| 2기  | 2011      | 윤주진 | 회장 |
| 3기  | 2012      | 박종성 | 회장 |
| 4기  | 2013      | 심응진 | 회장 |
| 5기  | 2014      | 이정현 | 회장 |
| 6기  | 2015      | 여명   | 회장 |
| 7기  | 2016      | 김기정 | 회장 |
| 8기  | 2017      | 박성은 | 회장 |
| 9기  | 2018      | 오종택 | 회장 |
| 10기 | 2019      | 박종선 | 회장 |
| 11기 | 2020      | 전창렬 | 회장 |
| 12기 | 2021      | 이명재 | 회장 |
| 13기 | 2022      | 예혁준 | 회장 |
| 14기 | 2023      | 조영재 | 회장 |
| 15기 | 2024      | 왕호준 | 회장 |